# Anne Margriet Pot
Anne Margriet Pot (1964) is een Nederlands psycholoog en hoogleraar gespecialiseerd in psychogeriatrie, onder meer verbonden aan de Erasmus Universiteit Rotterdam.
Het wetenschappelijk onderzoek van Pot is gericht op de verbetering van de psychische hulpverlening aan ouderen. Haar aandacht gaat met name uit naar de psychische problemen en behoeften van 70-plussers. Met haar onderzoek streeft ze ernaar fundamentele veranderingen teweeg te brengen in de manier waarop de samenleving tegen vergrijzing aankijkt, en de wijze waarop langdurige zorg voor ouderen in Nederland geregeld is.
Pot werkte onder meer voor het Trimbos Instituut en de WHO en heeft meer dan 220 publicaties op haar naam staan, onder andere in The Lancet. Haar wetenschappelijk werk wordt veel geciteerd (anno 2024 6500 keer). Onder haar leiding kwam het standaardwerk Handboek Ouderenpsychologie (2007) uit.
Pot is getrouwd met theoloog en hoogleraar Marcel Barnard.

## Biografie

### Opleiding
Anne Margriet Pot studeerde van 1982 - 1983 psychologie aan de Rijksuniversiteit Groningen en van 1983 - 1986 aan de Vrije Universiteit Amsterdam. In 1996 behaalde zij aan deze universiteit haar doctorsgraad met het proefschrift Caregivers' Perspectives. A longitudinal study on the psychological distress of informal caregivers of demented elderly (ISBN 9056690086). Van 2016 - 2019 studeerde ze aan de London School of Hygiene and Tropical Medicine waar ze een postdoctoraal certificaat Global Health Policy behaalde. In 2021 volgde ze aan de Harvard Kennedy School (onderdeel van Harvard University) een studieprogramma in Strategic management of regulation and enforcement, bedoeld voor overheidsfunctionarissen die met regelgeving en handhaving te maken hebben.

### Werk
Sinds haar afstuderen heeft Pot haar werkzaamheden gewijd aan het verbeteren van de geestelijke gezondheid van en zorg voor ouderen door middel van onderzoek, beleid, onderwijs en de klinische praktijk. Ze werkte aanvankelijk in verschillende functies, onder andere als geregistreerd gezondheidszorg- en klinisch psycholoog, en was docent aan de Vrije Universiteit Amsterdam.

#### Trimbos Instituut
Van 2004 - 2014 werkte Pot als Hoofd Programma Ouderen bij het Trimbos Instituut. De nadruk in haar werk was gericht op het bewaken van de kwaliteit van zorg en het ontwikkelen van innovatieve evidence-based interventies. In 2007 publiceerde ze het Handboek Ouderenpsychologie, dat in 2021 zijn vierde druk beleefde. Het boek is een neerslag van 35 jaar ontwikkeling in de ouderenpsychologie, en behandelt de psychologische, sociale en biologische aspecten van het ouder worden, de verschillende domeinen van het psychisch functioneren bij ouderen, thema's in levensloopperspectief, psychologische interventies, specifieke aandachtsgroepen en het beroepsmatig functioneren van ouderen.

#### WHO
Van 2014 tot 2018 was Pot namens het Ministerie voor VWS gedetacheerd bij de Wereldgezondheidsorganisatie (WHO) in Genève. Als diplomaat en Senior Gezondheidsadviseur Langdurige Zorg en Dementie had ze de regie over de werkzaamheden van de WHO voor het wereldwijd opzetten van duurzame en rechtvaardige systemen voor langdurige zorg.
Eind 2013 namen de ministers van Volksgezondheid van de G8 zich voor om gezamenlijk de strijd tegen dementie op te pakken. Onder leiding van Pot ontwikkelde de WHO daartoe het uitgebreide informatie-en communicatietechnologie-pakket iSupport: een  online trainings- en ondersteuningsprogramma voor mantelzorgers van mensen met dementie. Aansluitend werd iSupport geïmplementeerd in meer dan 30 landen wereldwijd, waaronder India, China, Japan, Australië, Brazilië en Nederland. Ze was eveneens betrokken bij onderzoek om de effectiviteit te testen van specifieke aanpassingen per land van iSupport.
Daarnaast heeft Pot een belangrijke bijdrage geleverd aan het World Report and Global Strategy on Ageing and Health, het daaraan gerelateerde Global Strategy and Action Plan en de implementatie ervan. Dit rapport was gericht op het stimuleren van het zelfstandig functioneren van ouderen en het gezond ouder worden gedurende de hele levensloop.

#### Inspectie Gezondheidszorg en Jeugd
Vanaf 2018 is Pot werkzaam als Strategisch Adviseur Langdurige Zorg bij de Inspectie Gezondheidszorg en Jeugd (IGJ). Vanaf 2020 bekleedt ze de door de IGJ opgerichte leerstoel aan de Erasmus Universiteit Rotterdam. Haar onderzoek richt zich op het beter laten aansluiten van het toezicht op de Langdurige Zorg bij de toenemende netwerkstructuur van de gezondheidszorg. Daarnaast ondersteunt haar onderzoek de IGJ bij het vinden van nieuwe werkwijzen die meer recht doen aan de ervaringen en kennis van patiënten en cliënten.

### Onderzoeken
Onder leiding van Pot zijn in Nederland namens het Trimbos Instituut twee grote landelijke onderzoeken uitgevoerd:
- 2008 - 2014 - Monitor woonvormen voor mensen met dementie
- 2011 - Monitor geestelijke gezondheidszorg ouderen Meetronde 2

### Leerstoelen
- 2007 - 2020 - Vrije Universiteit, Amsterdam - hoogleraar Klinische Geropsychologie namens het Trimbos Instituut[6]
- 2013 - University of Queensland, Australië - honorair hoogleraar
- 2018 - North West University, Johannesburg, Zuid-Afrika - bijzonder hoogleraar aan het Optentia Research Centre
- 2020 - Erasmus Universiteit Rotterdam - bijzonder hoogleraar Toezicht op persoonsgerichte en geïntegreerde langdurige zorg aan de Erasmus School of Health Policy & Management - leerstoel opgericht door de IGJ[9][10]

### Overig
Pot ontwikkelde het EDIZ (1995), een wetenschappelijk gevalideerd meetinstrument waarmee Ervaren Druk in Informele Zorg (mantelzorgsituaties) gemeten kan worden.
Ze bekleedt een co-chair van de LANCET-commissie Long-Term Care for Older Persons.
Van 2021 - 2023 was ze President-Elect, en per 1 januari 2024 President van de International Psychogeriatric Association.
Toen haar ouders naar een verpleegtehuis moesten verhuizen kregen Pot zelf te maken met langdurige zorg en mantelzorg. Ze schreef als ervaringsdeskundige daarover het boek Zorgen van een mantelzorger - een dozijn dagelijkse dilemma's (2020, ISBN 9789043533423).

## Onderscheiding
In 2010 ontving Pot de International Psychosocial Research Award van de Fondacion Médéric Alzheimer en Alzheimer's Disease International. De onderscheiding werd uitgereikt wegens het door haar ontwikkelde internetprogramma Mastery over Dementia, een ondersteunend programma voor mantelzorgers van mensen met dementie.